# Skyler Shaye
Pour les articles homonymes, voir Shaye.
Skyler Shaye, née Skyler Shuster le 14 octobre 1986 à Los Angeles, est une actrice américaine. Elle est notamment connue pour ses rôles dans P'tits Génies 2 en 2004 et Bratz : In-sé-pa-rables ! en 2007.

## Biographie
Skyler Shaye naît le 14 octobre 1986 à  Los Angeles, sa mère Bonnie Paul est chanteuse de musique country et son père Stanley Shuster entrepreneur. Elle est la filleule de l'acteur Jon Voight qui est aussi son mentor. Elle commence sa carrière à la télévision en 1995 en apparaissant à l'âge de 9 ans dans le téléfilm The Tin Soldier réalisé par ce dernier.
Elle joue aux côtés de Jon Voight à plusieurs reprises, en 2004 dans P'tits Génies 2 de Bob Clark, en 2007 dans Bratz : In-sé-pa-rables ! de Sean McNamara, en 2015 lorsqu'elle a un rôle récurrent dans la troisième saison de la série Ray Donovan, en 2016 dans le western télévisé JL Ranch (en) et dans sa suite en 2022 JL Family Ranch: The Wedding Gift,.

## Vie privée
Skyler Shaye commence à fréquenter le musicien Christian Lopez (en) en 2017. Le couple se marie à Santa Barbara le 10 octobre 2022.

## Filmographie

### Cinéma
- 1994 : Ava's Magical Adventure de Patrick Dempsey et  Rocky Parker : Petite fille (créditée Skyler Schuster)
- 1995 : The Whispering de Gregory Gieras : Fille
- 1998 : The Modern Adventures of Tom Sawyer d'Adam Weissman (en) : Sky (créditée Skyler Shuster)
- 2003 : Manhood (en) de Bobby Roth : Lily
- 2004 : P'tits Génies 2 (Superbabies: Baby Geniuses 2) de Bob Clark : Kylie
- 2005 : Berkeley (en) de Bobby Roth: Blonde à la bibliothèque
- 2006 : The Legend of Simon Conjurer de Stuart Paul : Lulu
- 2007 : Bratz : In-sé-pa-rables ! de Sean McNamara : Cloe
- 2012 : Psychic (Beyond) de Josef Rusnak : Megan
- 2013 : P'tits Génies 3 (Baby Geniuses: Baby Squad Investigators) de Sean McNamara (vidéo) : Kylie
- 2014 : P'tits Génies et les Trésors de l'Égypte (Baby Geniuses and the Treasures of Egypt) de Sean McNamara (vidéo) : Kylie
- 2015 : P'tits Génies et le Bébé de l'espace (Baby Geniuses and the Space Baby) de Sean McNamara (vidéo) : Kylie
- 2016 : JL Ranch (en) de Charles Robert Carner : Lynn Landsburg
- 2022 : Dangerous Game: The Legacy Murders de Sean McNamara : Joy

### Télévision
- 1995 : The Tin Soldier de Jon Voight et Gregory Gieras (téléfilm) : Petite fille (créditée Skyler Shuster)
- 1999 : Boys Will Be Boys de Dom DeLuise (téléfilm) : Samantha (créditée Skyler Shuster)
- 2002 : Family Affair (en) : Sutton Ramsey (4 épisodes)
- 2005-2019 : Grey's Anatomy : Katie Bryce (3 épisodes)
- 2006 : Esprits criminels : Ingrid Greisen (saison 1, épisode 16)
- 2006 : Veronica Mars : Natalie Landers (saison 2, épisode 18)
- 2013-2015 : P'tits Génies, la série télévisée : Kylie (8 épisodes)
- 2015 : Ray Donovan : Cindy (saison 3, 7 épisodes)
- 2020 : JL Family Ranch: The Wedding Gift de Sean McNamara (téléfilm) : Lynn Landsburg

### Jeux Vidéo
- 2007 : Bratz 4 Real : Cloe (voix)